# Solanum martinsii
Solanum martinsii là loài thực vật có hoa trong họ Cà. Loài này được Van Heurck miêu tả khoa học đầu tiên năm 1870.